# Miguel Peña
Miguel Peña ist einer der neun Stadtbezirke der Stadtgemeinde Valencia und gehört zum Bundesland Carabobo (Venezuela).
Der Bezirk Miguel Peña befindet sich im südöstlichen Teil der Gemeinde. Der Name des Bezirkes stammt von dem bekannten Politiker Miguel Peña (1781–1833) Valencias aus der Gründerzeit des Staates.

Parroquia Miguel Peña in Carabobo

## Bevölkerung
Miguel Peña hatte im Jahr 2007 etwa 550.000 Einwohner und ist damit der bevölkerungsreichste Bezirk Valencias.

### Bevölkerungsentwicklung

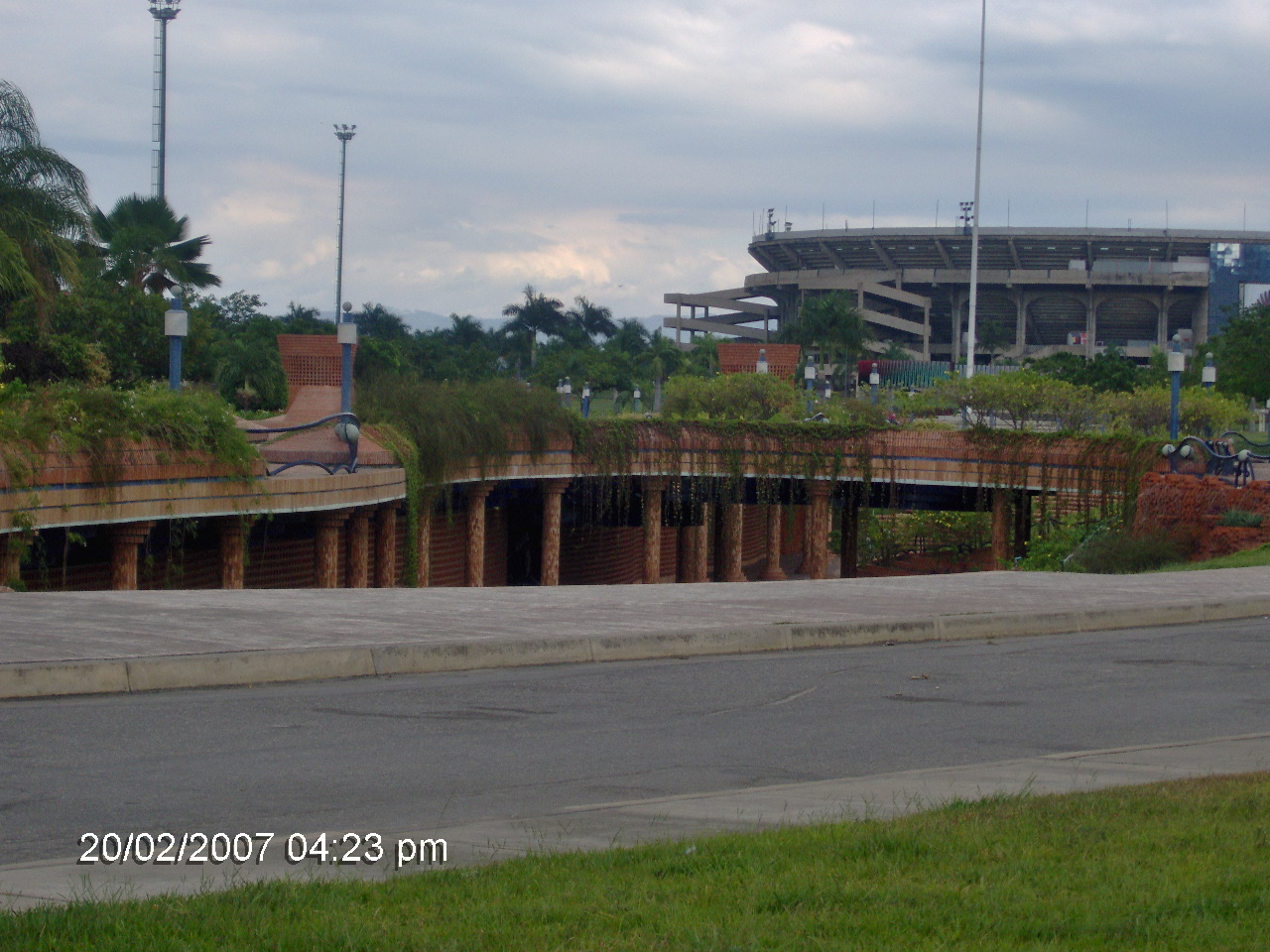
U-Bahn-Station Monumental in Miguel Pena

Diese Region ist aufgrund der großen Zuwanderungen in den letzten 40 Jahren stark gewachsen.
| Jahr | Bevölkerung |
| ---- | ----------- |
| 1990 | 233.829     |
| 1991 | 246.057     |
| 1992 | 258.300     |
| 1993 | 270.525     |
| 1994 | 282.818     |
| 1995 | 295.189     |
| 1996 | 307.665     |
| 1997 | 320.297     |
| 1998 | 333.152     |
| 1999 | 346.265     |
| 2000 | 359.582     |
| 2005 | 428.831     |

## Sehenswürdigkeiten

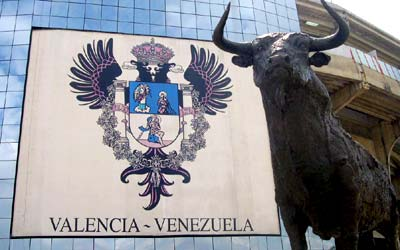
Plaza de Toros

- Parque Recreacional del Sur: ein Park mit zahlreichen Unterhaltungszentren.
- Plaza de Toros Monumental de Valencia, ursprünglich eine der größten Stierkampfarenen der Welt. Heutzutage wird der Ort auch für andere Aktivitäten benutzt wie Konzerte und Ausstellungen.

## Kultur und Bildung
- Bibliothek Miguel Colombet, Calle Sucre cruce con Branger. Los Taladros.

## Infrastruktur
- Maternidad del Sur-Krankenhaus, eines der größten Krankenhäuser Carabobos
- Die beiden Stationen der U-Bahn-Linie 1 Las Ferias und Monumental verbinden den Ortsteil mit der übrigen Stadt.